# Coamo
Coamo es un municipio del Estado Libre Asociado de Puerto Rico. Fundado el 15 de julio de 1570 por Cristóbal y Blas de Illescas, marcándolo así como uno de los pueblos más antiguos de la Isla después de San Juan y San Germán, se convirtió en municipio autónomo en 1579.  Su nombre original era San Blas de Illescas pero luego fue cambiado por Coamo, una palabra taína que significa "lugar llano y extenso". Área en que se situaban los indios y le llamaban Coamex.

## Historia

### Época Precolombina: Los Aborígenes Coameños
En los relatos relacionados con la colonización de Coamo no se menciona por ningún sitio la presencia de indios en este litoral, con una aislada excepción, en el hato de Guayama en el año 1569. Sin embargo,  hay elocuente evidencia arqueológica, oficial y extraoficial, de su existencia en prácticamente todos los barrios de esta Villa durante la época precolombina. Por siglos aquí existió una numerosa población centralizada mayormente a lo largo de las cuencas de los ríos Cuyon y Coamo hasta la desembocadura de este último río en la aldea india conocida hoy día como El Cayito, en Santa Isabel. Los barrios de altura fueron los menos poblados por los indios probablemente por motivo del tupido bosque, topografía abrupta y a ausencia de ríos caudalosos.

### Las aldeas indias de Coamo
Según transcurre el tiempo, cada día se van descubriendo nuevas. Se han encontrado los rastros de numerosas aldeas indígenas diseminadas por todo el territorio de Coamo pero solo se han estudiado con mayor intensidad cuatro de estas. Prevalecen en ellas las culturas ostiones y taína. Los yacimientos son los siguientes:

#### Baños de Coamo
Fue estudiada por el arqueólogo Fewkes entre 1903 y 1910 y yace aledaña al balneario de ese nombre

#### Buenos Aires
Yace en la Antigua calle Buenos Aires de Coamo y fue excavada por los arqueólogos Irving Rouse y Montalvo Guenard en 1938. Quedaba en la parte sur este del mismo pueblo en una meseta a treinta pies sobre el nivel del río Coamo. Cubre un área de cuatro cuerdas, lo que equivale a una gran aldea indígena. Se encontró un gran caudal de piezas arqueológicas indígenas y restos de la comida, especialmente mariscos. 

#### Cuyón o Villón
También llamado el barrio de las locas, fue excavada por Montalvo Guenrald en 1938 y yace, como su nombre lo sugiere, en el barrio Cuyón, a siete kilómetros al este del pueblo de Coamo en colindancia con los territorios de Cayey y Aibonito, al sur de la sierra de Cayey. Se encontró allí una gran plaza taína y dos plazas adicionales en las inmediaciones en el espacio de un kilómetro cuadrado, con sus concheros, objetos de alfarería taína, hojas y productos derivados del cannabis (sativa) o (Marihuana), cemies, esqueletos humanos, hachas y collares de piedra así como cuevas habitables. Según Rouse, esta aldea india es de las más elaboradas que se han encontrado en la isla.

#### Las Flores
Esta aldea se descubrió y se comenzó a excavar en año 1973 por el arqueólogo Juan José Ortiz Aguilú. Está localizada al oeste Las Flores en el barrio San Ildefonso en una meseta que yace a 150 pies sobre el nivel del río Coamo en una península formada por una revuelta de ese río. Según pruebas de antigüedad realizadas con carbón activado, los hallazgos revelan que son reductos de nuestros indios ostiones de hasta 1000 años atrás, por lo menos. Casi toda la cerámica encontrada es de la cultura ostiones, pero también la hay de la cultura igneri, más antigua, pero que produjo una cerámica mucho más sofisticada. Dicho sea de paso, de ésta no se encontró en las otras aldeas explorada. Se encontró una plaza indígena semejante a la del parque ceremonial Caguanas de Utuado. El arqueólogo Ortíz Aguilú estima que en esta aldea vivían entre 60 y 100 indios, lo que indica que era una aldea grande: las aldeas corrientes solo tenían de 30 a 40 personas, según él. Algunas piezas selectas encontradas revelan que allí habitó un prominente cacique de esta región.
En Coamo se han descubierto piezas típicas de las culturas igneri, ostiones y taína pero también rastros de los estilos Santa Elena, Cuevas y de Antillas Menores en algunas de estas. Se ha comprobado que existía estrecha comunicación entre la aldea india pesquera El Cayito en Santa Isabel y los poblados localizados por las cuencas de los ríos Coamo y Cuyón hasta la aldea de Toíta, en el cacicazgo de Cayey. Estos indios eran muy aficionados al marisco como lo comprueba el contenido de los concheros encontrados. 
Por lo regular los pueblos indios tenían una especie de plaza central que se denominaba batey, que era donde se efectuaban las ceremonias y en cuyo frente se encontraba el caney, o residencia del cacique.

### SigloXVI: Gestación y Nacimiento de Coamo

#### Descubrimiento del Valle de Coamo
Durante el discutido primer viaje de exploración que hizo Juan Ponce de León a Puerto Rico en el 1506 y 1508 este supuestamente permaneció en la desembocadura del río Guaorabo, en Añasco, cerca de un poblado indígena, por aproximadamente tres meses en lo que su lugartinente Juan González, con una fuerza expedicionaria compuesta por 20 españoles, cuatro marineros y más de 500 indios realizaba una exploración del país por tierra. Este tenía encargo especial de investigar un puerto de gran abrigo que había en la costa norte y que más tarde se bautizó como Puerto Rico, hoy San Juan, Y del cual los indios le habían hablado elogiosamente. Este viaje exploratorio tiene relación con Coamo, pues todas las circunstancias en vueltas a creer que los expedicionarios, luego de explorar el puerto antes dicho, ascendieron la cordillera por el centro de la isla bajando necesariamente al sur del valle, siendo ellos, por lo tanto, los primeros españoles en descubrir y pisar la tierra coameña. Después de descubrir la exploración del puerto de San Juan, Brau dice: 
"Reconocido Puerto Rico (el puerto de San Juan) trasladóse la expedición a las playas del sur, cruzando una cordillera de altas colinas y cubiertas por exuberante vegetación cuyas accidentadas estribaciones descendían hacia el mar encuadrando Valles extensos a los españoles parecieron propicios al fomento de ganados..."
Según Brown, la expedición exploró luego, en la costa meridional el puerto de Guánica, cerca de una aldea india cuyo jefe lo era Agüeybaná, el cacique mayor de la isla.

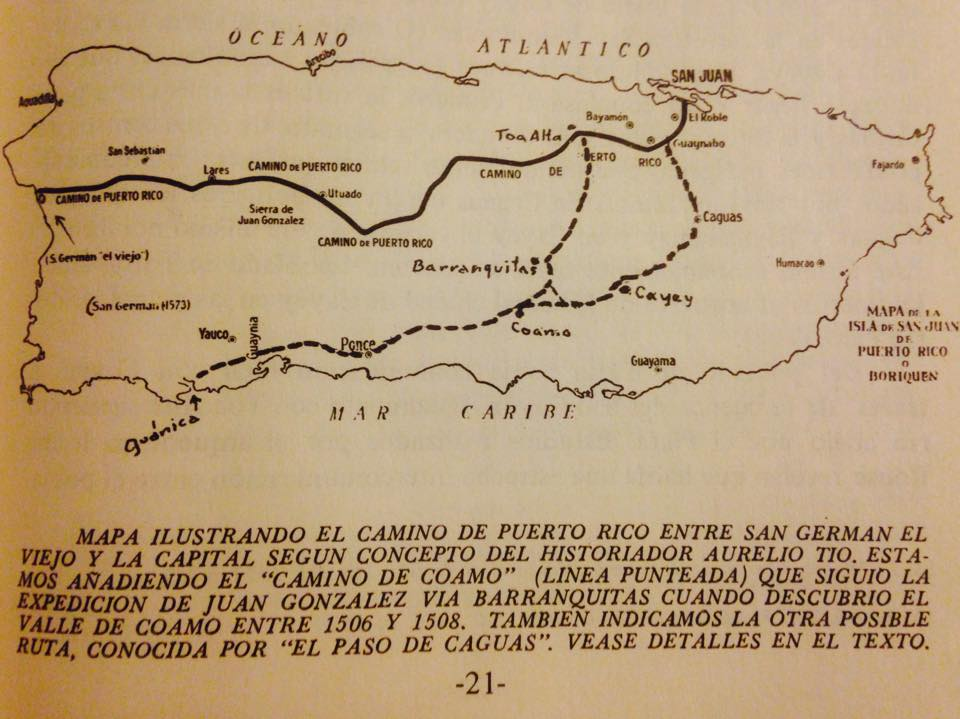
Mapa Ilustrando el camino de Puerto Rico entre San Germán el viejo y la Capital según el concepto del historiador Aurelio Tio.

#### ¡Coamo a la Vista!
Los caminos que utilizaban los españoles a comienzos de la conquista eran exactamente los mismos que habían estado usando los indios, no había otros. Los viajes históricos realizados de San Juan al puerto de Guánica en el siglo XVI, como el del obispo Diego de Salamanca, indican que la ruta convencional de viajar entre la costa norte y el sur por el boscoso centro de la isla era subiendo hasta Aibonito por la cuenca del río Toa (la plata) o en segunda instancia, vía Caguas y Cayey por las Cruces. De Cayey siempre se bajaba invariablemente al valle de Coamo y de allí hacia el oeste - suroeste por donde cruza hoy la carretera de Coamo a Ponce y de Ponce a Guánica. Es fácil concluir que la ruta que utilizaron Fray Diego de Salamanca y Beato Spínola cruzando la un primitiva isla de San Juan hasta Guánica y la inversa era el mismo viejo trillo de indios donde también vino la expedición exploratoria de Juan González que descubrió a Coamo.

#### Antesala a la Fundación
En 1579, cuando se fundó oficialmente el poblado de Coamo, sólo existían dos pueblos en Puerto Rico; Éstos eran San Germán y la ciudad capital de Puerto Rico. Para esta época existían algunos núcleos de población, pequeños y dispersos, siendo Coamo y Arecibo los más importantes mejor organizados.  La isla era prácticamente un bosque.
Sin duda la formación de estos dos últimos núcleo se vino estructurando gradual y lentamente desde poco después de aplastarse por Ponce de León la sublevación gradual y lentamente de los Indios de Puerto Rico en 1511.  La pacificación de los indios, entre otros factores, estímulo la diseminación de los colonos de la capital y en particular de los de San Germán, estableciéndose en muchos de estos en parajes más distantes y desolados de la isla.

### Fundación del Pueblo
En vísperas de su fundación Dios le envió al cual los dos padrinos diligentes, cuando más los necesitaba. Estos fueron los obispos fray Manuel Mercado y el que sustituyó a este más tarde, fray Diego de Salamanca.

### Las Gestiones del Obispo Mercado

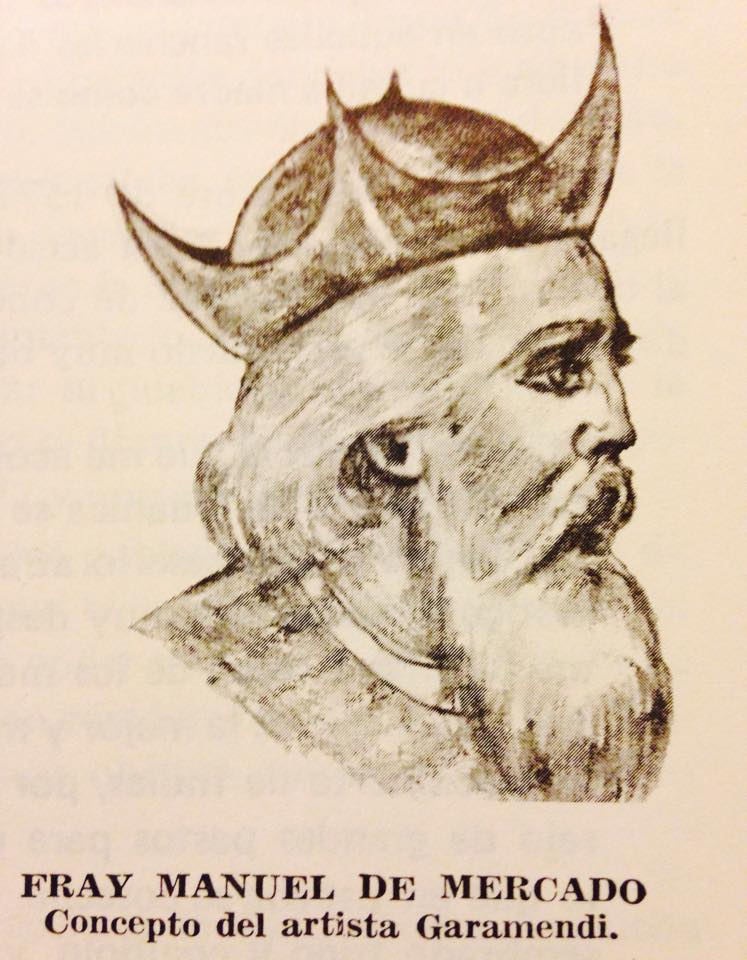
(Concepto del artista Garamendi)

El 15 de noviembre de 1570 fue nombrado fray Manuel de mercado obispo de Puerto Rico pero no tomó posesión de su cargo hasta marzo del año 1572. a pesar de su avanzada edad y el casi impenetrable estado selvático del país, recorrió la isla en visita pastoral. Al hacer su informe de visita, y refiriéndose a los ganaderos del valle de Coamo, les decía si al rey de España: 
"... He hallado grandísima necesidad de hacer otro pueblo casi en el riñón de la costa, así para seguridad de ella como de toda la isla, y para recoger A más de 30 vecinos que halle desparramados muy lejos del poblado, sin iglesia ni clérigo ni oír misa todo el año ni recibir sacramentos, como salvajes al fin, aunque españoles de nación casi todos..."
Esta fue la primera petición formal para que se fundara el pueblo de Coamo. La hizo el obispo de Puerto Rico después de observar ponderadamente la isla en visitas pastorales. 
El gobernador en funciones, don Francisco de Solís, no mostraba interés alguno por fundar un tercer pueblo debido a las muchas quejas y problemas que les estaban ocasionando los vecinos de la Villa de San Germán quienes a la sazón estaban en proceso de mudarse desde Guayanilla a las lomas de Santa Marta. Pero el obispo, apenado por el estado de abandono espiritual en que vivían los vecinos del valle de Coamo debido a la dispersión, prosiguió en insistentemente en el agrupamiento de estos. Además lo hizo "para la seguridad de la costa y de toda la isla".
Así dice en la carta al rey el obispo Mercado el 14 de agosto de 1575:
"He procurado que tenga efecto el pueblo que conviene se haga en Costa y medio entre la costa sur y el centro de la cordillera de la isla aunque por haber poco clero y mal dispuesto yo ayudan predicar toda la cuaresma, y por las muchas aguas que ha habido este año no he podido ir personalmente a la costa, he dado órdenes como se escoja sitio el cual convenga y sean y se van haciendo las cosas donde se comienzan a recoger Los que han de poblar. Saldré lo más breve que podré a dar órdenes como se efectúe obra tan necesaria."
En el año 1577, después de cinco años de valioso pero en inconclusas gestiones en pro de la fundación de Coamo, fue trasladado a Panamá el obispo fray Manuel de mercado. Ya en el barco que lo llevará a dicho país y ya en la isla su sucesor el obispo Diego de Salamanca, envió mercado al rey una carta que decía:
"yo he procurado que se hiciese un pueblo en la costa de la isla, por ser cosa importantísima al seguro de ella, como lo advertí a vuestra majestad y fue mandado lo hiciera. Lo que indica que con anterioridad al año 1577, aunque en principio, ya se había dado el visto bueno por la autoridad real para que se procediese con los detalles de la fundación oficial del pueblo de Coamo. Y no estado tan poca voluntad y casi contradicción en los gobernadores de esta isla; algunos pocos vecinos comenzaron a poblar; no he podido llegar al cabo; pero dejó la orden y traza para que mi sucesor cumpla mis faltas y así creo lo hará."
Éstas líneas de mercado son una confesión de que no pudo lograr todo lo que se proponía; tienes fe en que Salamanca hará lo que él no pudo hacer, ultimar los detalles finales de la fundación de Coamo. Los gobernadores a qué mercado alude son Francisco de Solís, quien dejó supuesto en diciembre de 1574 y Francisco Obando y Mejía, quien le siguió en 1575.

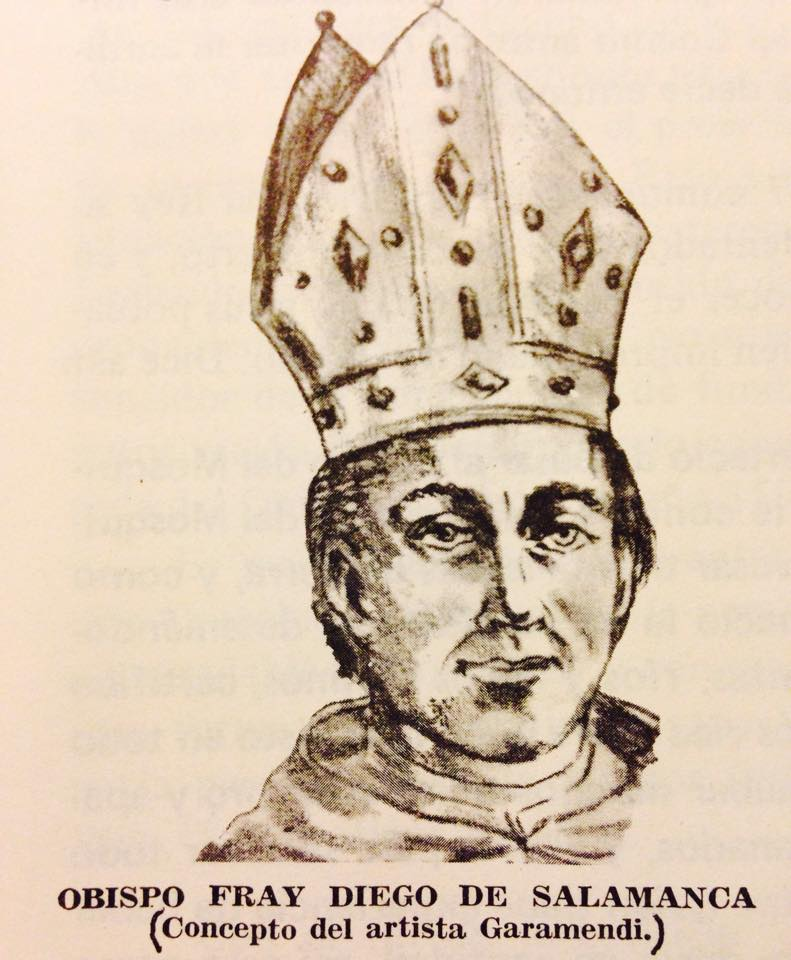
(Concepto del artista Garamendi)

#### El obispo Salamanca continúa la obra
Fue en realidad una bendición para los colonos de Coamo el hecho de que se designase como próximos obispo de Puerto Rico a Diego de Salamanca, un prelado dinámico, competente y de un alto espíritu cívico. Este respaldo, tan pronto llegó a Puerto Rico, a su antecesor en la iniciativa de fundar el tercer pueblo. Me llamo es lo que nos dice Salvador Brau sobre la llegada y las primeras iniciativas de Diego de Salamanca en Puerto Rico: 
"Sucesor de Mercado fue el prior de los Agustinos de San Felipe el Real de Madrid, fray de Diego de Salamanca, que no ha hallado en Sevilla buque de la trajera directamente a Puerto Rico, tuvo que agregarse en un convoy de guerra que el general Maldonado conducía a México, siendo echado el obispo, su sobrina doña Ana de Salamanca y sus familiares en casi desiertas playas de Guánica. Desde allí, como el mismo prelado refiere, hubo de dirigirse en caravana a la ciudad (se refiere a la ciudad capital. Doñana de Salamanca caso luego con Juan Ponce de León,  nieto del conquistador de Puerto Rico) recorriendo la costa sur en caballos que algunos estancieros proporcionaron y haciendo alto forzoso en aquellas rancherías del Coamo antes de remontar la cordillera lo cuchilla madre como se decía entonces".
El 15 de septiembre de 1577 comunicaban fray Diego al rey su llegada y las Peripecias de su accidentado viaje, penoso por cierto, y en el que tuvo la oportunidad de conocer el valle del Coamo y sus pobladores. Como se verá, quedó muy bien impresionado de Coamo. Dice así: 
"con la desgracia que me aconteció de pasar el puerto del Mosquital, me ha sido necesario atravesar 30 leguas de tierra, y como testigo de vista, que muy despacio la he considerado, deteniéndome 37 días a causa de los montes, ríos y malos caminos, certifico a V. Mgd.  Que es la mejor y más rica tierra que yo he visto en todo lo descubierto de indias, A ver muchos mineros de oro y a parejo de grandes pastos para ganados, y tierras para sembrar todo lo que en España se cosecha. Hay quien tiene experiencia de haber sembrado trigo y cogídolo, Y se daría en cantidad, y esto como las demás semillas y plantas que se trajesen, que por tenerlas y por el poco ánimo de la gente, viendo su corto remedio, no hay quien se empeñen trabajar". 
"yo he procurado animarlos en lo posible, y en el valle de colmo que es la mejor tierra de toda esta isla, tengo persuadidos a 15 o 20 criadores que viven derramados en dehesas ( tierras destinadas a los pastos) todo el valle, que junten y hagan un pueblo en lugar que les tengo señalada, y me han prometido hacer luego le iglesia y de pagar clérigo que les diga misa y doctrina, porque están como bárbaros, sin oír misa ni saber las cosas de su salvación. Además que es gran bien para guarda vea que ella costa y que no se atrevan franceses entrar la tierra adentro y puedan castigarse a los portugueses que vienen con mercadería y las venden a escondidas y se llevan los cueros y cuanto tienen los vecinos, que se sigue gran daño así a la hacienda como al gobierno de esta tierra". 

#### Salamanca se dirige al rey directamente

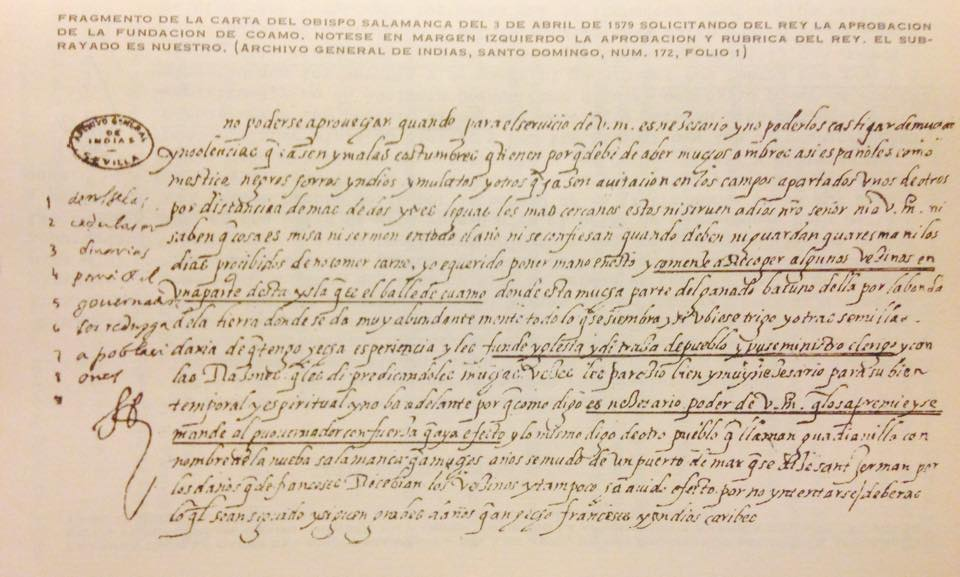
Fragmento de la carta del Obispo de Salamanca del 3 de abril de 1579 solicitando la aprobación para la fundación de Coamo.

Pasando por sobre la autoridad del gobernador de la isla, don Francisco de Ovando y Mejía, de quien no confiaba, el 6 de abril de 1579 envió el obispo a la manca una carta al rey participándoles que ya había terminado la fundación religiosa de Coamo, solicitando por lo tanto, la aprobación formal del pueblo. Le decía en su carta al rey lo siguiente, entre otras cosas:

#### El Rey Aprueba la Fundación de Coamo
El 15 de julio de 1579, según el decreto marginal registrado y rubricado por el rey de la propia carta del obispo, se autorizaba por cédula ordinaria la constitución del pueblo de San Blas de descanso, sin fueros municipales, con dependencia de la capitanía General (El gobernador de la isla), haciendo de alcalde Daniel gratuito un vecino y manteniéndose la capellanía adscrita al curato de la catedral con cargo de los habitantes del valle, sin merma de los diezmos y primicias que generalmente se pagaban anualmente. El decreto marginal del rey que mencionamos ordenaba, refiriéndose a los poblaciones de Coamo y San Germán en Santa Marta lo siguiente: "... Dense las cédulas ordinarias para que el gobernador la reduzca a poblaciones"

## Datos de interés

### Iglesia católica
Cuando el pueblo de Coamo se fundó en 1579 la iglesia era una humilde estructura de paja, yaguas y madera del país.
La primera etapa de la construcción del edificio actual se terminó en el año 1661 y ofició en su misa de inauguración el Obispo Francisco de Issassi. La terminación del mismo, tal como está ahora, ocurrió en el 1784. Los carros de bueyes existían aún en Coamo y todo el material de construcción tuvo que ser arrastrado en artesas.
Las parroquias de 22 pueblos de la región sur central de Puerto Rico se fundaron o estuvieron alguna que otra vez subordinadas a la parroquia central de la Villa de San Blas. Desempeñó, por lo tanto, un papel importantísimo en misión civilizadora de nuestro país durante sus primer siglos de vida.
Su arquitectura, de estilo barroco tardío hispanoamericano, tiene influencia de los siglos 17 y 18; una de las iglesias más bellas de Puerto Rico. Entre los tesoros que posee están cuadros pintados por Campeche, Oller y Juan Ríos además de varias imágenes religiosas de gran valor estético.

### Templo menonita
Este fue construido en el año 1904 en la esquina donde bifurcan las calles José I. Quintón y Tomás Carrión Maduro. Es de una arquitectura sobria y elegante.

### Casa Alcaldía
Durante los tiempos de España la Casa Alcaldía o Casa del Rey albergaba el correo, la milicia y la cárcel, además de alojar las oficinas del Gobierno. Hay ciertas citas algo contradictorias sobre la localización de la Casa Alcaldía durante parte del siglo XIX.
Pedro Tomás de Córdoba informa que Coamo tenía casa ayuntamiento propia para el 1824. Ocurrieron dos fuegos que destruyeron sus archivos durante los años 1869 y 1897. El edificio actual, construido durante la segunda mitad del siglo XIX, fue reconstruido con arquitectura andaluza en el 1927.

### Ermitas
- Ermita de la Valvanera -
- Ermita de la Altagracia (1622-1820)
- Santa de los emigrantes y patrona de Santo Domingo.

### Serie de Tarjas históricas
Durante el 1979, año de la celebración del cuatricentenario de Coamo se develaron 15 placas en mármol blanco las cuales están colocadas en distintas partes de la ciudad, mayormente en su zona histórica alrededor de la iglesia católica y la plaza de recreo. Estas tarjas, con sus jas Históricasmensajes, identifican los sitios, eventos y personajes históricos de mayor relevancia en la comunidad.

### Monumento a la Fundación de Coamo
Es un bello monumento construido en imitación granito y mármol negro y está localizado en la plaza de recreo casi frente a la Iglesia Católica. Se inauguró el 15 de julio de 1979, día del cuatricentenario. Recuerda la temprana historia de la fundación de Coamo en 1579, a los fundadores, a los indígenas coameños y la eventual proclamación del pueblo como Villa en el año 1778.
lo Bautista
Dentro de la estructura del monumento hay una urna secreta donde se colocaron mensajes de las autoridades municipales, instituciones y líderes locales, retratos, libros y ‘souvenirs’ del Coamo del 1979. La urna será abierta en el año 2079, o sea, al cumplir Coamo 500 años de fundado.

### Obeliscos
Dos históricos obeliscos se levantan en el Sector Niágara en la carretera 14, km. 34.5 en memoria de los oficiales españoles muertos combatiendo las tropas norteamericanas en la guerra hispanoamericana el 9 de agosto de 1898. El comandante Rafael Martínez Illescas, jefe de las tropas españolas en Coamo se desayunaba en la casa del alcalde (hoy la casa museo) cuando llegó un soldado a darle la noticia de que los norteamericanos habían invadido el área de Los Llanos de Coamo. Illescas partió rápido a cumplir con su deber.
Dio el alerta a sus tropas e inició una retirada táctica hacia Aibonito pero fue emboscado sorpresivamente a la salida de Coamo por un movimiento de flanco de los americanos. Aun cuando los españoles se defendieron con el valor que los carac-terizaba, nada pudieron hacer contra la superioridad de fuego de los americanos. Illescas cayó herido de muerte, también el capitán Frutos López quien lo sucedió en el mando y tres soldados más. Entonces vino la rendición de las fuerzas españolas: cinco oficiales y 162 soldados fueron hechos prisioneros.

### Maratón San Blas
El Maratón San Blas, que se celebra anualmente en nuestra ciudad de Coamo, Puerto Rico, es considerado como uno de los eventos de Fondo más importantes del mundo. La carrera comenzó en el año 1963 como evento de vanguardia, pero no es hasta la década del 1970 cuando en los Estados Unidos y en el mundo comienza la fiebre por los eventos de carretera. 
Por realizarse a una distancia intermedia entre la más larga de las carreras de pista (10,000 metros) y la maratón clásica (42.195 km), pueden competir entre sí los mejores corredores del mundo en ambas categorías. Desde sus orígenes logró invitar un gran número de los mejores corredores de países tan distantes como Australia, Etiopía, Japón, Unión Soviética, China Nacionalista, etc. De la misma manera asisten corredores de Estados Unidos, México, Colombia, Brasil, Tanzania, Costa Rica, Kenia, Bélgica, Venezuela, Canadá y otros.
La movilización de miles de personas que pernoctan desde días antes en casetas de campaña; los que presencian la carrera, crean un ambiente excelente para la presentación de promociones, mensajes publicitarios.
Por su calidad competitiva y por su fama mundial los productores de televisión "Elite Racing", seleccionaron al Medio Maratón San Blas para presentarse en el programa Roal Race of the Month a través de la cadena ESPN. Este programa es visto en los Estados Unidos, Puerto Rico y en otros países en decenas de millones de hogares.

### Otras
Coamo fue el segundo municipio instituido en el país, después de Caparra, pero el único que mantuvo en asentamiento original.
Coamo se dividía en dos:
Coamo Arriba – Aibonito, Villalba, Barranquitas, Orocovis, Cayey, Comerio y Cidra.
Coamo Abajo – Patillas, Arroyo, Guayama, Salinas, Santa Isabel, Juana Díaz y Ponce.
Coamo fue la Capital de Puerto Rico durante unos meses de 1598. Teniente Rey Pedro García quedó vicegobernador cuando el gobernador Antonio de Mosquero fue hecho prisionero. El vicegobernador y su ayudante se refugiaron en Coamo donde establecieron un gobierno provisional y desde donde negociaban el rescate de San Juan. El lugar donde se ubicó el séquito gubernamental es actualmente se llama Barrio Pedro García porque cabe presumir que el nombre se debe a ese detalle histórico.
La Real Cédula de 14 de enero de 1778 asignó bajo la Villa de San Blas a Ponce y otros pueblos.
Por la Real Cédula de 23 de marzo de 1832 implantada por decreto del Gobernador Miguel de la Torre, Ponce, Peñuelas, Yauco, Adjuntas y otros cinco pueblos fueron colocados bajo el Departamento de Coamo.
Para el 1829 pertenecía a la vicaria de Coamo las parroquias de Cayey, Aibonito, Ponce, Guayama, Patillas, Cidra, Maunabo, Juana Díaz, Jayuya, Adjuntas y Utuado.
Explican que la alta temperatura que durante el día caracteriza el clima de Coamo no se debe a la canícula de nuestro sol tropical, sino del calor humano de su gente.
Potrero Los Llanos produce los mejores corceles de carreras habiendo ganado el trofeo de Potrero del Año por cinco años consecutivos.
Todos los cafetales de Borinquen tuvieron su origen en Coamo siendo el pionero principal el coameño Ignacio Colón de Luyando.
Coamo existía en 1576, cuando ya se estaba gestionando el reconocimiento real. Eso significaba que existía ¡200 años antes de que surgiera a la vida el gobierno de Estados Unidos!
Coamo ha tenido 4 Presidentes de Colegio de Abogados.
Dr. José A. Colón – coameño que dirigió el Negociado del Tiempo de EU en PR.
Dr. Jaime Santiago Meléndez – coameño que dirigió el Negociado de Presupuesto.
Dr. Rafael Picó – fue el 1.er coameño presidente de la Junta de Planificación.
Diego de Jesús – fue el primer coameño director del Negociado de Valores.
Carmen Sonia Zayas – coameña que ha sido decano de la Escuela de Derechos de la Universidad Interamericana y Secretario de Servicios Sociales.
Gilberto Gierbolini, padre – coameño que fue Superintendente de la Junta Estatal de Elecciones.
Fernando Gierbolini, Francisco Gil Rivera y Gilberto Gierbolini, padre – coameños que han sido Fiscales Federales.
Luis Rivera Brenes – coameño que ha sido Secretario de Agricultura.
General Alberto Picó – coameño que fue Ayudante General de la Guardia Nacional.
Osvaldo Rivera Cianchini – coameño que dirigió la misión que culminó en la Medalla de Oro del Maratón Panamericano en Caracas en el 1983.
Nueve coameños han actuado Coamo Jueces Superiores: Ramón A. Gadea Picó, Gilberto Gierbolini, padre e hijo, Fernando Gierbolini, Héctor Colón Cruz, Plinio Pérez Marrero, Antonio Rivera Brenes y Osvaldo Rivera Cianchini.
Renán Colón – coameño que fue Jefe de Ingenieros y Director Ejecutivo Interino de la Autoridad de Fuentes Fluviales.
Carlos M. Passalacqua – coameño que fue el 1.er Presidente de la Compañía de Fomento Industrial
Coamo es el único pueblo que tiene un historiador oficial que investiga y escribe sobre su historia. Ramón Rivera Bermúdez
En opinión Don Pablo Casals y don Amauri Veray el coameño José I. Quintón es el compositor de música clásica más grande que ha producido PR.
Los caballos de Coamo fueron los primeros en correr las pistas de los hipódromos de San Juan y Ponce.
Son productos de Coamo jugadores profesionales de béisbol: Pedro Miguel Caratini, Francisco Coimbre, José “pepe” Seda, Manuel “Laru” Velázquez, Pedro “Millán” Clara, Fellé Delgado, Pedro “El Jockey” Rodríguez, José Guillermo “Pantalones” Santiago y otros.
Antonio García Padilla – un coameño fue el 1.er puertorriqueño en actuar como oficial jurídico en el Tribunal Federal de Apelaciones para el 1.er Circuito de Boston.
John Christian Passalacqua es el único coameño y único puertorriqueño que ha sido Profesor de Derecho en Córcega.
En Coamo se estableció el primer Hotel de Turismo de PR. Los Baños de Coamo
El 1.er cine que operó el que luego tendría la más extensa red de salas de exhibición de películas en OR donde Rafael Ramos Cobían, fue el Teatro Hollywood de Coamo.
Coamo ha sido campeón de la Olimpiadas Municipal de Guilarte por cinco años consecutivos. (1982-1986)
Coamo tiene tres alcaldes: Salinas - Valero, Toa Baja – Víctor Soto y Coamo.
Francisco Horacio Ortiz – fundador del Old Timer en el 1974 conjuntamente con Tito Pedrogo, Pablo Torres y Francisco “Galán” Santiago y con la iniciativa del fallecido Paquitin Rodríguez y Pedro Millan Clara.

## Geografía
Coamo está localizado en la región Sureste de la Isla; al Norte de Santa Isabel, al sur de Orocovis y Barranquitas, al este de Villalba y Juana Díaz, al oeste de Aibonito y Salinas.

### Barrios
- Coamo Arriba
- Cuyón
- Hayales
- Los Llanos
- Palmarejo
- Pasto
- Pedro García
- Coamo Pueblo
- Pulguillas
- San Ildefonso
- Santa Catalina

## Datos Generales
Alcalde Hon. Juan Carlos "Tato" García Padilla -PPD (2000, 2004,2008,2012, 2016, 2020)
Los que viven en Coamo se conocen como coameños.
Los patronos son San Blas de Illescas y la Virgen de la Candelaria.
La Parroquia de San Blas de Illescas.
Lema: "Ven a Coamo y le amarás cual yo le amo", "Coamo, centro del universo", "En Coamo se come Rico"
Coamo fue la primera ciudad de la Isla en producir café (1755).

### Himno
Música y letra por Manuel Torres Tápia

«Allá muy cerca del pueblo
donde nació Muñoz
entre montañas y flores
se encuentra también
donde nací yo.
Tierras de lindas mujeres
y de seres a quien amo.
Un nombre taíno tiene
y es mi bello pueblo Coamo.
Coamo, desde que partí
eché muy de menos
tus lindas mujeres
tu sol tropical.
Coamo, hoy he vuelto hasta ti
para que tu sepas.
que aunque estuve lejos,
no te puedo olvidar.
Coamo, aquí estoy otra vez
y yo te aseguro
que de ti mas nunca
me separaré.
Quiero volver a gozar
de tu clima tropical
y aunque pasen años
no te olvidaré.»

## Personas Ilustres
- Lely B. Burgos Ortiz (Atleta olímpica del deporte de Halterofilia quien sostiene récords panamericanos en los Juegos Centroamericanos y del Caribe en Guadalajara, México. Participó de dos Juegos Olímpicos (Londres y Rio))

- Cristian Felipe Rivera Ortiz (Músico, Compositor,Productor, Guitarrista y director musical de Kany Garcia) (Ganador de 5 Grammy’s Latino grabación de guitarras 2013 - Alejandro Sanz "La música no se toca, 2018 - Kany Garcia “Contraelviento”, 2020 Kany Garcia “Mesa para dos”)

- Bobby Capó-(músico, compositor y cantante)

- José Ignacio Quintón (músico)

- Felipe Rivera Ortiz - (artista, dibujante, pintor y escultor - octubre 2015/Ganador de la Medalla de Plata Lorenzo El Magnífico en la X Bienal de Florencia, Italia)

- Alejandro García Padilla (Gobernador de Puerto Rico)
- Bobby Valentín (músico, director de orquesta, empresario)

- Tony Dize (Anthony Feliciano Rivera - Músico)

- Willie Rosario (músico, director de orquesta)

- Kenty Colón (Trovador)

## Lugares de interés
- Plaza Pública: una de las plazas más antiguas de Puerto Rico y criticada por muchos como la más hermosa. En el centro se encuentra la parroquia, también calificada de las más hermosas y mejor estructuradas de la isla.
- Aguas Termales de Coamo.[2]
- Hotel Los Baños de Coamo: este conocido balneario de aguas sulfurosas calientes está localizado a seis kilómetros al sursudoeste de la ciudad de Coamo en el borde este del río de ese nombre. Es el único de su clase en Puerto Rico.
- Mirador Cerro Picó -[3][4]

- Mirador el Cerro Monumento a la Bandera Puertorriqueña: La vista desde el Cerro Picó domina el Valle de Coamo. Durante la época precolombina los taínos coameños y luego los colonizadores españoles espiaban desde este cerro los enemigos que pudieran llegar a Coamo por el Mar Caribe. Este queda al noreste de la ciudad entrando por la carretera 155 girando a la izquierda en el km. 1.1.

En el año 2002 se levantó una estructura en la punta del cerro estableciendo allí un Mirador para el disfrute de nuestros turistas. Allí se encuentra la Santa Cruz y la Bandera.

### Aguas Termales
Este conocido balneario de aguas sulfurosas calientes está localizado a seis kilómetros al sursudoeste de la ciudad de Coamo en el borde este del río de ese nombre. Es el único de su clase en Puerto Rico.
La leyenda dice que estos manantiales son la fuente de la juventud que don Juan Ponce de León buscaba. De acuerdo con esa misma leyenda, los indios borinqueños le dijeron a este que esa fuente “yacía bien hacia el oeste" por lo cual él embarcó para tierras extrañas en su busca. Así descubrió accidentalmente a La Florida, donde halló eventualmente la muerte sin sospechar que la fuente de la juventud que buscaba la tenía "hacia el oeste", pero dentro de su querido Puerto Rico.
Luego, por más de tres siglos, este privilegiado sitio siguió siendo usado en su forma natural por los indios, criollos y españoles. Como resultado de la fama que fueron adquiriendo en la isla las facultades curativas de las aguas de estos manantiales y también al incremento de la población de la Isla, era obvio que la construcción de un balneario en debida forma podía ser una empresa económicamente factible.
Fue así como, allá por el año 1847, don Andrés G. Luhring, un visionario ciudadano ponceño, construyó las primeras edificaciones, bastante primitivas por cierto, que fueron el preludio del famoso balneario.  Estas consistían de “una casa en su frente" para hospedaje de los huéspedes, que es lógico suponer fuera de madera y en el mismo sitio donde se construyó poco más tarde el edificio de mampostería y de madera del país que todos conocimos hasta el año 1958.   Los huéspedes se bañaban en las "excavaciones", o pozas, cubiertas por una barraca que les proporcionaba la debida privacidad al disfrutar de los baños.
El Sr. Andrés G. Luhring no disponía de capital suficiente para sostener y mejorar su empresa pasando la misma a manos más poderosas e igualmente emprendedoras al obtenerla el Sr. José Usera, un coameño, quien construyó, allí por el año 1857, el edificio que ha perdurado hasta nuestros días y que fue destruido recientemente.
Don Julio Vizcarrondo, refiriéndose al recién construido balneario, decía en 1863:
"... esta fuente de aguas minerales se ha utilizado para el establecimiento de una casa de baños de efectos tan maravillosos, que constantemente acuden allí enfermos de dentro y de fuera de la Isla a recuperar la salud. Su actual dueño, don José Usera, acaba de montarlo de una manera tal, que lo pone a la altura de los mejores de su clase".
Su vida es ya una leyenda. Por cerca de un siglo después de su construcción mantuvo el hotel los Baños de Coamo una reputación cimera en el país por su excelencia como sitio para pasar temporadas.
Nada invitaba más al romance o al reposo que su ambiente apacible y tranquilo, la belleza de su vegetación exuberante y variada y la fauna siempre presente, todo lo cual era, y continuar siendo, un bálsamo para el espíritu tenso y cansado.
Sus aguas salutíferas, su excelente comida internacional, su ambiente sobrio y elegante y sus facilidades recreativas le convirtieron en el hotel preferido de viejos, jóvenes y chicos, incluyendo muchos extranjeros. Era, dicho sea de paso, el paraje idílico preferido por los recién casados para pasar su luna de miel. Por todo eso, el balneario los Baños de Coamo se convirtió en el punto de cita de la gente elegante de Puerto Rico, no teniendo rivales por ese largo lapso de tiempo.
¿De dónde emanan las aguas sulfurosas calientes del balneario? Estudios realizados por diferentes geólogos concluyen que en el sector donde yace este balneario hubo antiguamente un volcán que, al extinguirse, dejó en las profundidades de la tierra rocas calientes (Magma) de una alta temperatura. Por grietas o fallas que hay en la falda del río Coamo, que por allí pasa, se filtra y desciende el agua hasta estas rocas. Allí sufre ciertas reacciones físicas y químicas y luego retorna a la superficie en forma de manantiales de agua sulfurosa caliente.
Pero volvamos al balneario recién restaurado. Este es de construcción completamente moderna y consta de cuatro edificios para huéspedes, otro para comedor y otro para la administración. Están localizados alrededor del famoso y antiguo árbol de Samán, hoy más hermoso que nunca, que los viejos clientes del hotel conocieron y admiraron hace 50 o 60 años atrás. Los edificios para huéspedes tienen la peculiaridad de que su arquitectura, aunque moderna, se asemeja al estilo “rancho" de las viejas haciendas de café de Puerto Rico.
Se han construido allí también dos modernas piscinas una de las cuales se alimenta del agua mineral caliente de los manantiales. El parador tiene una capacidad de 48 habitaciones, casi el doble del antiguo hotel. Al construirse el mismo se procuró conservar, en todo lo más posible, la típica y a la vez exótica vegetación que era uno de sus principales atractivos.
```
      Medio Maratón San Blas
```

El Maratón San Blas que se celebra anualmente en nuestra Ciudad de Coamo, Puerto Rico, es considerado como uno de los eventos de Fondo más importantes del mundo. La carrera comenzó en el año 1963 como evento de vanguardia, pero no es hasta la década del 1970 cuando en los Estados Unidos y en el mundo comienza la fiebre por los eventos de carretera.
Por realizarse a una distancia intermedia entre la más larga de las carreras de pista (10,000 metros) y la maratón clásica (42.195 km), pueden competir entre sí los mejores corredores del mundo en ambas categorías. Desde sus orígenes logró invitar un gran número de los mejores corredores de países tan distantes como Australia, Etiopía, Japón, Unión Soviética, China Nacionalista, etc. De la misma manera asisten corredores de Estados Unidos, México, Colombia, Brasil, Tanzania, Costa Rica, Kenia, Bélgica, Venezuela, Canadá y otros.
La movilización de miles de personas que pernoctan desde días antes en casetas de campaña; los que presencian la carrera, crean un ambiente excelente para la presentación de promociones, mensajes publicitarios.
Por su calidad competitiva y por su fama mundial los productores de televisión "Elite Racing", seleccionaron al Medio Maratón San Blas para presentarse en el Programa "Road Race of the Month" a través de la cadena ESPN. Este programa es visto en los Estados Unidos, Puerto Rico y en otros países en decenas de millones de hogares.